# Ralf Waldner
Ralf Waldner (* in Ellwangen (Jagst)) ist ein deutscher Cembalist und Hochschullehrer für Historische Tasteninstrumente an der Hochschule für Musik Würzburg.

## Leben und Wirken
Ralf Waldner studierte Cembalo und Historische Aufführungspraxis in Leipzig, Nürnberg und Hannover bei Zvi Meniker (historische Tasteninstrumente), Oscar Milani (Cembalo und Fortepiano), Peter Thalheimer (Aufführungspraxis) und Bernward Lohr (Generalbass). 2006 schloss er seine Studien an der Hochschule für Musik Nürnberg mit dem Solistenexamen ab. Zum WS 2018/2019 wurde er auf eine Professur für Historische Tasteninstrumente an der Hochschule für Musik Würzburg berufen. Des Weiteren ist Waldner Dozent an der Hochschule für Musik Nürnberg. Er unterrichtet regelmäßig auch im Rahmen von internationalen Meisterkursen.

## Repertoire und Konzerttätigkeit
Waldners Repertoire erstreckt sich von früher Tastenmusik über die Werke J. S. Bachs und Scarlattis sowie Musik der französischen Clavecinisten bis hin zu Uraufführungen von für ihn komponierten zeitgenössischen Cembalowerken. Darüber hinaus gilt sein besonderes Interesse dem Clavichord und dessen Literatur.
Ralf Waldner konzertiert international auf historischen Tasteninstrumenten wie Cembalo, Clavichord und Hammerflügel. Er spielte als Solist, Begleiter und Kammermusikpartner mit Ensembles und Klangkörpern wie Musica Alta Ripa, L´Arpa Festante, Arte Mandoline, Ars Musica Zürich sowie den Nürnberger Symphonikern.

## Aufnahmen
Rundfunkaufnahmen entstanden beim WDR, SWR und BR; CD-Produktionen erschienen u. a. bei den Labels Deutsche Harmonia Mundi, Genuin classics, TYXart und MDG.